# Thorsten Weckherlin

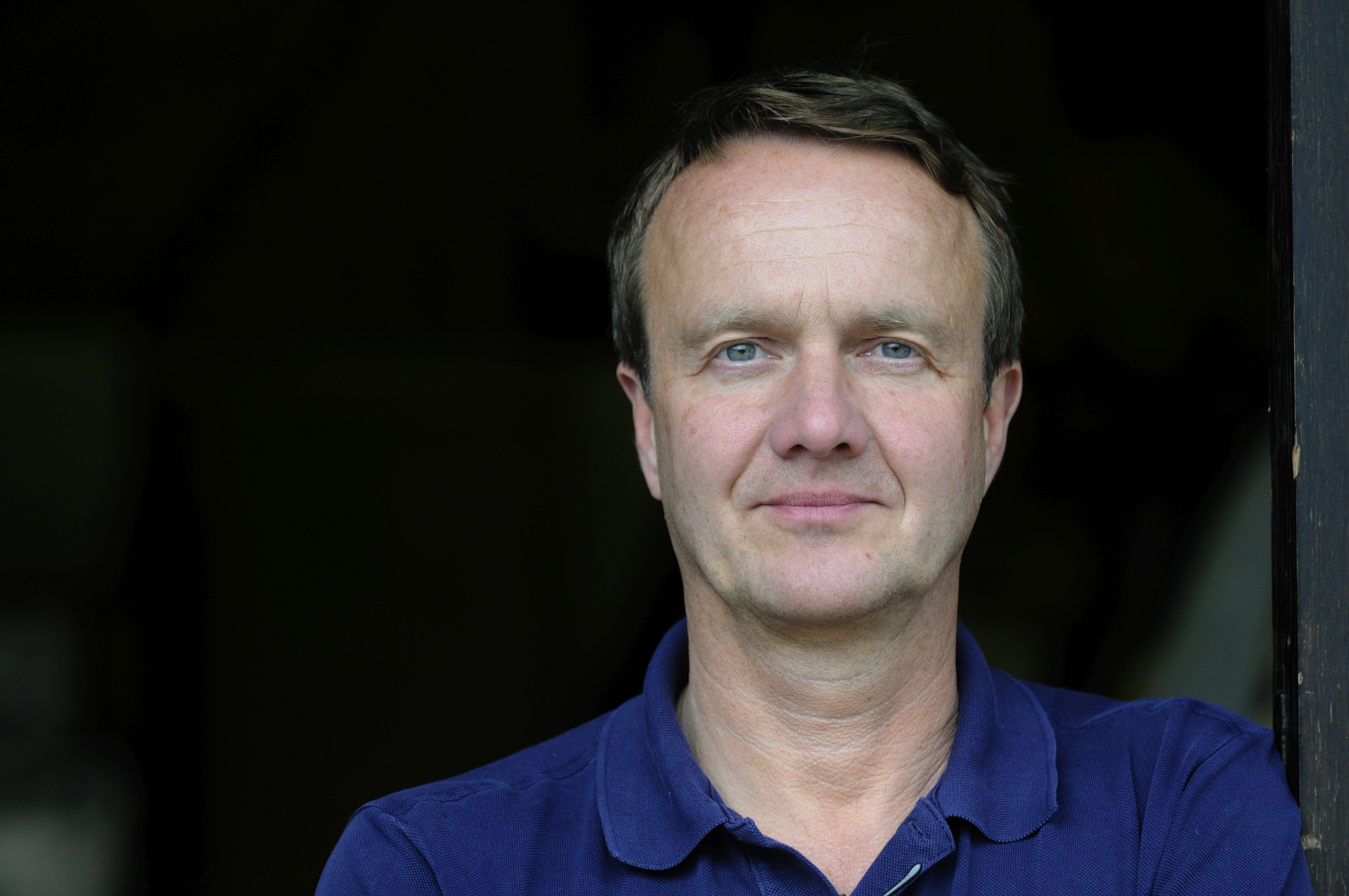
Thorsten Weckherlin Anfang 2015

Thorsten Weckherlin (* 1962 in Hamburg) ist ein deutscher Theaterregisseur und Intendant am Landestheater Württemberg-Hohenzollern Tübingen Reutlingen.
Er studierte in Hamburg Literaturwissenschaft und Geschichte (Abschluss 1992 mit der Magisterarbeit „Mit Boulevard gegen Dallas. Das Theater von Peter Zadek als kritisches Vergnügen“, die auch als Buch erhältlich ist). Im Alter von zwanzig Jahren begann er für das Theater zu arbeiten – als Theaterkritiker. 1993 wurde er Regieassistent von Peter Zadek am Berliner Ensemble. Ein Jahr später baute er das Berliner-Ensemble-Tourneetheater auf.
Es folgten erste Inszenierungen und freie Theaterarbeit in den neuen Bundesländern, 1998 bis 2001 war er Leitungsmitglied am Schauspiel Leipzig. 2002 produzierte Weckherlin in Berlin Mozarts Oper "Die Entführung aus dem Serail" unter der Regie von Altmeister George Tabori, die in einer Kirche, einer Synagoge und einem muslimischen Gebetshaus gezeigt wurde. Weckherlin war hier ebenfalls als Regieassistent tätig.
Danach war er ab September 2002 Leitungsmitglied am Theater Freiburg und verantwortlich für das Marketing. Im Januar 2004 wurde Weckherlin Intendant am Landestheater Burghofbühne in Dinslaken. Seit Beginn der Spielzeit 2014/15 hat er die Leitung des Landestheaters in Tübingen (LTT) übernommen.
Thorsten Weckherlin hat zwei Kinder.
| Personendaten    | Personendaten              |
| ---------------- | -------------------------- |
| NAME             | Weckherlin, Thorsten       |
| KURZBESCHREIBUNG | deutscher Theaterintendant |
| GEBURTSDATUM     | 1962                       |
| GEBURTSORT       | Hamburg                    |